# Adolf Duda
Adolf Duda (* 2. Mai 1878 in Sternberg, Mähren; † 27. Mai 1940 in Wien) war ein österreichischer Politiker der Sozialdemokratischen Arbeiterpartei (SDAP). 
Adolf Duda arbeitete nach dem Besuch einer Fachschule für Weberei als Textilarbeiter in Niederösterreich und wurde dann Gewerkschaftssekretär. Er geriet schon zu Beginn des Ersten Weltkrieges 1914 in russische Kriegsgefangenschaft. Nach der Oktoberrevolution 1917 war er für die deutsche Zeitschrift der Soldatenräte in Moskau tätig. Von 1919 bis 1926 war er Abgeordneter zum Landtag von Niederösterreich und vom 20. November 1923 bis zum 4. Mai 1932 Abgeordneter zum Nationalrat. Daneben war er ab 1925 Zentralsekretär des Verbandes der Kleinbauern. 